# Engine (American Music Club)
Engine è il secondo album in studio del gruppo rock statunitense American Music Club, pubblicato nel 1987.

## Tracce
1. Big Night
2. Outside This Bar
3. At My Mercy
4. Gary's Song
5. Nightwatchman
6. Clouds
7. Electric Light
8. Mom's TV
9. Art of Love
10. Asleep
11. This Year

## Formazione
- Mark Eitzel - voce, chitarra
- Vudi - chitarra, cori, fisarmonica, tastiere
- Dan Pearson - basso, cori, mandolino, chitarra
- Tom Mallon - chitarra, cori, percussioni, produzione
- Dave Scheff - batteria (3-6)
- Matt Norelli - batteria (2,8-10)
- Carla Fabrizio - violoncello
- Brian Schendele - tastiere